# Мариньё
Мариньё (фр. Marignieu) — коммуна во Франции, находится в регионе Рона — Альпы. Департамент — Эн. Входит в состав кантона Вирьё-ле-Гран. Округ коммуны — Белле.
Код INSEE коммуны — 01234.

## География
Коммуна расположена приблизительно в 430 км к юго-востоку от Парижа, в 70 км восточнее Лиона, в 60 км к юго-востоку от Бурк-ан-Бреса.

## Население
Население коммуны на 2010 год составляло 148 человек.
| 1962 | 1968 | 1975 | 1982 | 1990 | 1999 | 2010 |
| ---- | ---- | ---- | ---- | ---- | ---- | ---- |
| 105  | 114  | 127  | 141  | 138  | 156  | 148  |

## Администрация
| Период | Период | Фамилия       | Партия | Примечания |
| ------ | ------ | ------------- | ------ | ---------- |
| 1995   | 2001   | Максим Анжело |        |            |
| 2001   | 2014   | Бернар Пюто   |        |            |

## Экономика

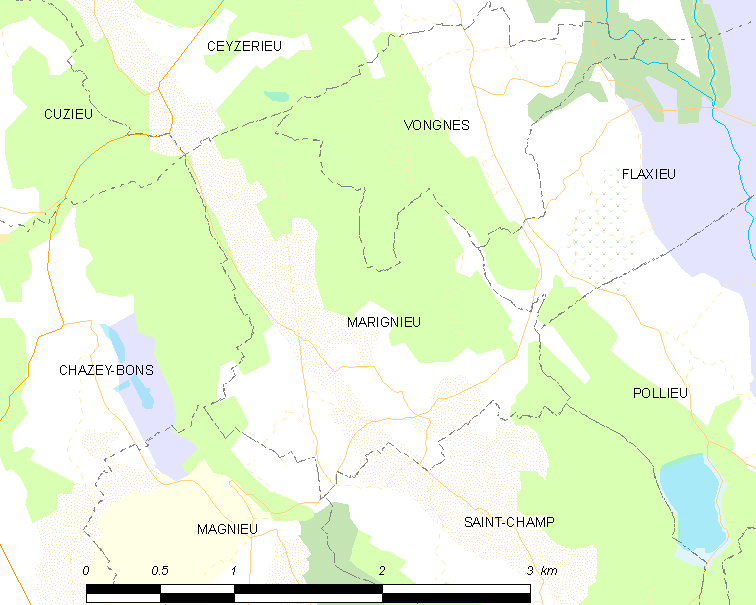
Карта коммуны

В 2010 году среди 89 человек трудоспособного возраста (15—64 лет) 60 были экономически активными, 29 — неактивными (показатель активности — 67,4 %, в 1999 году было 75,5 %). Из 60 активных жителей работали 59 человек (29 мужчин и 30 женщин), безработной была 1 женщина. Среди 29 неактивных 10 человек были учениками или студентами, 14 — пенсионерами, 5 были неактивными по другим причинам.